# Allen Kohatsu
Allen Kohatsu (小波津 亜廉 Kohatsu Aren?,  Kunigami, Prefectura de Okinawa, 23 de agosto de 1991) es un actor japonés, afiliado a Sunbeam. Es principalmente conocido por su papel de Hajime Iwaizumi en los musicales de Haikyū!!.

## Filmografía

### Películas
| Año  | Título                             | Papel | Notas |
| ---- | ---------------------------------- | ----- | ----- |
| 2009 | No More Cry                        |       |       |
| 2011 | Slapstick Brothers                 |       |       |
| 2019 | Jofuku: Eien no Inochi o Sagashite |       |       |

### Teatro
| Año  | Título                                                | Papel                 | Ref.          |
| ---- | ----------------------------------------------------- | --------------------- | ------------- |
| 2011 | Performing Arts Fair 2011                             | Actor                 |               |
| 2011 | Nanamoto no Iroenpitsu                                | Kunihiro Sawaguchi    | Sacerdote     |
| 2013 | Onna Kaizoku Bianca                                   |                       |               |
| 2014 | Chinu no Chikai                                       |                       |               |
| 2014 | Onna Kaizoku Bianca                                   |                       |               |
| 2014 | Moeyo Dragon e no Michi                               |                       |               |
| 2014 | Tengen Toppa Gurren-Lagann                            | Sitmandra             |               |
| 2015 | Saiyuki                                               | Satoru                |               |
| 2015 | K: Arousal of King                                    | Ensemble              |               |
| 2015 | Chitchana Eiyū                                        | Gerald                |               |
| 2016 | Haikyū!!: Itadaki no Keshiki                          | Hajime Iwaizumi       | [ 2 ] [ 3 ]   |
| 2016 | Frag: Shinsenkumi symphony of destruction             | Okita Sōji            |               |
| 2017 | Haikyū!!: Shōsha to Haisha                            | Hajime Iwaizumi       | [ 4 ] [ 5 ]   |
| 2017 | Nemurenu Yoru no Honky Tonk Blues Daisanshō: Kakusei  | Lotus                 |               |
| 2017 | BRAVE10                                               | Jinpachi Nezu         |               |
| 2017 | Ai Chū: Stairway to Étoile                            | Akira Mitsurugi       |               |
| 2017 | Royal Host Club                                       | Gō Shirogane          |               |
| 2017 | Nemurenu Yoru no Honky Tonk Blues Gaiden: Tida no Uta | Lotus                 |               |
| 2017 | Ai Chū: étincelle                                     | Akira Mitsurugi       |               |
| 2018 | Diabolik Lovers                                       | Shū Sakamaki          |               |
| 2018 | Joker Trap                                            | Ran                   |               |
| 2018 | Haikyū!!: Hajimari no Kyojin                          | Hajime Iwaizumi       | [ 6 ] [ 7 ]   |
| 2018 | Jin'nai no Mon                                        | Minobe                |               |
| 2018 | BRAVE10 Shoku                                         | Jinpachi Nezu         |               |
| 2018 | Infini-T Force                                        | Polymer/Yoroi Takeshi |               |
| 2018 | Haikyū!!: Saikyō no Basho                             | Hajime Iwaizumi       | [ 8 ] [ 9 ]   |
| 2019 | Ace Attorney                                          | Miles Edgeworth       |               |
| 2019 | Pirates of the Frontier                               | Marlo                 | [ 10 ]        |
| 2019 | Ai Chū: Rose Écarlate                                 | Akira Mitsurugi       | [ 11 ]        |
| 2019 | Aoashi                                                | Keiji Togashi         |               |
| 2019 | Star-Myu                                              | Kōki Nanjō            |               |
| 2019 | Koisuru Broadway vol.6                                |                       |               |
| 2019 | Dramatical Murder                                     | Koujaku               | [ 12 ] [ 13 ] |